# Daniel Chatto
Daniel Chatto St. George Sproule (Londra, 22 aprile 1957) è un attore britannico.

## Biografia
Daniel Chatto è noto soprattutto per aver sposato lady Sarah Armstrong-Jones, l'unica figlia di Margaret Windsor, contessa di Snowdon, sorella minore della regina Elisabetta II. Chatto ha sposato Lady Sarah il 14 luglio 1994. La coppia ha due figli, Samuel Chatto e Arthur Chatto, che sono rispettivamente il 30° e il 31° in linea di successione al trono britannico.
I genitori di Daniel Chatto sono Thomas Chatto Sproule e Rosalind Chatto, attori. La madre di Daniel è stata segretaria dell'agente teatrale Robin Fox. Nel 1987 Daniel ha mutato il suo cognome da Chatto St. George Sproule a St. George Chatto. Il cognome scozzese Chatto è un caso di coronimo.
Come attore, Daniel Chatto è apparso nei film Quartet, Calore e polvere, Il filo del rasoio, tutti realizzati negli anni ottanta.

## Filmografia

### Cinema
- Quartet, regia di James Ivory (1981)
- Priest of Love, regia di Christopher Miles (1981)
- A Shocking Accident, regia di James Scott (1982) - cortometraggio
- Calore e polvere (Heat and Dust), regia di James Ivory (1983)
- Il filo del rasoio (The Razor's Edge), regia di John Byrum (1984)
- Battuta di caccia (The Shooting Party), regia di Alan Bridges (1985)
- Little Dorrit, regia di Christine Edzard (1988)

### Televisione
- The Marquise (1980) - film TV
- Dick Turpin (1981) - serie TV
- To the Manor Born (1981) - serie TV
- Nancy Astor (1981) - serie TV
- Carlo e Diana - Una storia d'amore (Charles & Diana: A Royal Love Story), regia di James Goldstone (1982)  - film TV
- Juliet Bravo (1983) - serie TV
- Una favola fantastica (A Christmas Carol), regia di Clive Donner (1984) - film TV
- Dutch Girls (1985) - film TV
- The Death of the Heart (1987) - film TV